# Stilpnus oreophilus
Stilpnus oreophilus är en stekelart som först beskrevs av Forster 1876.  Stilpnus oreophilus ingår i släktet Stilpnus och familjen brokparasitsteklar. Inga underarter finns listade i Catalogue of Life.